# Аксёнов, Алексей Михайлович
Алексе́й Миха́йлович Аксёнов (1898, Должниково, Симбирская губерния — 23 августа 1938, Коммунарка) — советский военный деятель, дивинженер (1935).

## Биография
Родился в 1898 году в селе Должниково (ныне — Базарно-Сызганского района Ульяновской области). Русский. В 1915 году окончил почтово-телеграфную школу.
Член РСДРП с 1917 года. В 1918 году вступил в Красную Армию. Участвовал в боевых действиях в ходе Гражданской войны. С октября 1921 — начальник связи Народно-революционной армии ДВР, участник боевых действий против японских войск.
В 1930 году окончил электротехнический факультет Военно-технической академии, после чего в мае того же года назначен начальником и военкомом Киевской военной школы связи. С февраля 1933 — заместитель начальника Управления связи РККА. С марта 1935 — начальник НИИС РККА. 23 ноября того же года ему присвоено звание дивинженера.
С октября 1936 — вновь заместитель начальника Управления связи РККА комкора Р. В. Лонгвы. После ареста Лонгвы 21 мая 1937 исполнял обязанности начальника Управления, в июне был утверждён в должности.
Арестован 29 декабря 1937 года. Имя Аксёнова содержится в «Сталинском списке» от 20 августа 1938 года как предназначенного к осуждению по 1-й категории (расстрел); за применение данной меры проголосовали Сталин и Молотов. 22 августа 1938 ВКВС СССР осуждён к смертной казни. Приговор приведён в исполнение на следующий день. Был похоронен на полигоне НКВД «Коммунарка».
Реабилитирован 20 октября 1956 года.

## Воинские звания
- Дивинженер — 23.11.1935[7]

## Награды
- Орден Красного Знамени (1933[6])